# 1919 في المملكة المتحدة
فيما يلي قوائم الأحداث التي وقعت خلال عام 1919 في المملكة المتحدة.

## سياسة

### تعيين في المنصب
- 10 يناير – أندرو بونار لو اللورد أمين الختم الكنيف [الإنجليزية]‏.
- 10 يناير – ونستون تشرشل Secretary of State for Air [الإنجليزية]‏.
- 23 أكتوبر – جورج كرزون وزير الدولة للشؤون الخارجية وشؤون الكومنولث [الإنجليزية]‏.

### انتهاء فترة المنصب
- 10 يناير – أندرو بونار لو مستشار الخزانة.
- 10 يناير – ونستون تشرشل Minister of Munitions [الإنجليزية]‏.
- 23 أكتوبر – آرثر جيمس بلفور وزير الدولة للشؤون الخارجية وشؤون الكومنولث [الإنجليزية]‏.

## رياضة
- 1 يناير – بطولة ويمبلدون 1919

## كتب
من الكتب التي صدرت هذه السنة في المملكة المتحدة:
- 1 يناير – الشيخ من تأليف E. M. Hull [الإنجليزية]‏.
- 1 يناير – الليل والنهار من تأليف فرجينيا وولف.

## مواليد

### يناير
- 3 يناير – كارول ماثر سياسي من المملكة المتحدة.
- 21 يناير – اريك براون ميلروز طيار اختبار من المملكة المتحدة.
- 23 يناير – بوب بيزلي لاعب كرة قدم إنجليزي ومدير رياضي، قضى ما يقارب من خمسين عاماً مع نادي ليفربول.[1]
- 26 يناير – بيل نيكلسون لاعب ومدرب كرة قدم إنجليزي.[2]

### أبريل
- 5 أبريل – باتريسيا سان جون كاتبة من المملكة المتحدة.[3]
- 19 أبريل – ديرك تير هار فيزيائي هولندي.[4]

### مايو
- 18 مايو – مارجوت فونتين[5]

### يونيو
- 13 يونيو – مات باتريك لاعب كرة قدم إنجليزي.
- 26 يونيو – فريدي ميلز ملاكم من المملكة المتحدة.

### يوليو
- 17 يوليو – آلن كوتريل
- 29 يوليو – باتريشيا كلارك عالمة كيمياء حيوية من المملكة المتحدة.

### أغسطس
- 12 أغسطس – مارغاريت بوربيدج
- 28 أغسطس – غودفري هاونسفيلد

### سبتمبر
- 22 سبتمبر – روبن غاندي
- 27 سبتمبر – جيمس ويلكنسون

### أكتوبر
- 5 أكتوبر – دونالد بليزانس ممثل بريطاني.
- 6 أكتوبر – تومي لاوتون
- 18 أكتوبر – جورج بوكس

### نوفمبر
- 14 نوفمبر – إيميلين جان هانسون
- 19 نوفمبر – الان يونغ ممثل كندي-أمريكي.

### ديسمبر
- 6 ديسمبر – إريك نيوبى كاتب بريطاني.
- 9 ديسمبر – إيرني جونز
- 28 ديسمبر – إيريك بون

## وفيات

### يناير
- 18 يناير – جون أمير المملكة المتحدة (مواليد 1905)

### فبراير
- 9 فبراير – كاري فوستر (مواليد 1835) فيزيائي بريطاني.
- 16 فبراير – مارك سايكس (مواليد 1879)

### أبريل
- 4 أبريل – وليام كروكس (مواليد 1832)

### مايو
- 2 مايو – إيفيلين دي مورغان (مواليد 1855) رسامة من المملكة المتحدة.

### يونيو
- 14 يونيو – إرنست ليستر (مواليد 1870) سياسي أمريكي.
- 30 يونيو – جون ويليام ستروت (مواليد 1842)

### يوليو
- 2 يوليو – أنا هوارد شو (مواليد 1847) ناشطة وطبيبة أمريكية، رائدة في حركة حق المرأة في التصويت.

### أغسطس
- 11 أغسطس – أندرو كارنيغي (مواليد 1835)
- 21 أغسطس – لورنس دوهرتي (مواليد 1875) لاعب كرة مضرب من المملكة المتحدة.

### نوفمبر
- 14 نوفمبر – جون ايتكين (مواليد 1839)

### ديسمبر
- 18 ديسمبر – جون ألكوك (مواليد 1892)